# Święta Weronika (obraz)
Święta Weronika – gotycki obraz anonimowego artysty, znanego jako Mistrz Świętej Weroniki namalowany przypuszczalnie dla kościoła Świętego Seweryna w Kolonii. Obecnie prezentowany jest w Starej Pinakotece w Monachium.
Obraz jest główną częścią tryptyku, którego skrzydła boczne zaginęły. Tematem obrazu, od którego pochodzi określenie jego twórcy jest święta Weronika, trzymająca chustę z ponadnaturalnej wielkości Obliczem Jezusa Chrystusa. Chusta Świętej Weroniki należała do preferowanych w średniowiecznej mistyce wątków związanych z Pasją, ma związek z legendą, wedle której święta Weronika podała chustę Jezusowi idącemu na Kalwarię, by otarł krew i pot. Ani święta, ani biały woal z odbiciem Chrystusa nie są wspominane w Biblii (choć jest to egzegeza wątku o kobiecie cierpiącej na krwotok w ewangeliach synoptycznych) jednakże tradycja ikonograficzna sięga VI wieku. Punktem wyjścia jest acheiropoieton, którego znane są dwa rodzaje – mandylion i veraicon. Oba rodzaje wizerunków przyjęły się w sztuce bizantyjskiej, veraicon szczególnie w kulturach łacińskich.
Obraz Mistrza Świętej Weroniki charakteryzuje się przestrzenią uzyskaną przez klarowny podział na kilka planów. Pierwszy plan tworzy sześć aniołków siedzących w dwóch grupach na posadzce. W lewym dolnym narożu aniołki trzymają zwój, druga grupa zaś otwartą księgę. Układ głów i skrzydeł a także zróżnicowana kolorystyka szat dynamizują niemal statyczną i symetryczną kompozycję całego dzieła. Za nimi stoi Weronika ubrana w białe szaty i czerwony płaszcz z zieloną podszewką. Na jej twarzy rysuje się wyraz zamyślenia i kontemplacji. Ma lekko pochyloną głowę, a oczy kieruje na chustę z nienaturalnej wielkości wizerunkiem Oblicza Jezusa. Frontalnie, symetrycznie ukazana twarz Chrystusa cechuje ciemna karnacja, lekko przymknięte oczy, długi prosty nos, broda i starannie ułożone włosy, co jest zgodne z wizerunkami bizantyjskimi, których kształt ikonograficzny nie był zmieniany. Załamująca się materia chusty nie deformuje Oblicza, co jest nawiązaniem nie tylko do tradycji ikonograficznej lecz przede wszystkim boskości Zbawiciela. W przeciwieństwie do mandylionów Chrystus jest cierniem koronowany; korona w obrazie monachijskim charakteryzuje się nienaturalnym układem gałęzi z cierniami. Zajmująca znaczną część obrazu chusta tworzy kulisę, za którą wyłania się ukazana na jednolitym złotym tle święta Weronika.
Od strony stylistycznej dzieło zawiera większość cech gotyckiego stylu pięknego, który w Kolonii preferował m.in. Stephan Lochner. Złote tło, reprezentacyjność i mistyczny nastrój dzieła mają związek z kolońską tradycją malarstwa gotyckiego sięgającą wczesne lata XIV wieku. Dominuje jednak typowa dla przełomu XIV i XV stuleci delikatność, subtelność w układzie fałd szat, chusty i przede wszystkim twarzy Weroniki i aniołów. Modelunek twarzy Jezusa łączy bizantyńską tradycje z subtelnością stylu pięknego.